# Stephanopis quimiliensis
Stephanopis quimiliensis là một loài nhện trong họ Thomisidae.
Loài này thuộc chi Stephanopis. Stephanopis quimiliensis được Cândido Firmino de Mello-Leitão miêu tả năm 1942.